# Museo della Resistenza di Valsavarenche
Il Museo della Resistenza di Valsavarenche e centro di documentazione "Émile Chanoux", chiamato per esteso centro di documentazione  "Émile Chanoux. Il sentiero dell'Europa" (in francese, Centre de documentation « Émile Chanoux. Le sentier de l'Europe »), si trova nel villaggio di Rovenaud, a Valsavarenche, nella valle omonima della Valle d'Aosta.

## Storia e descrizione

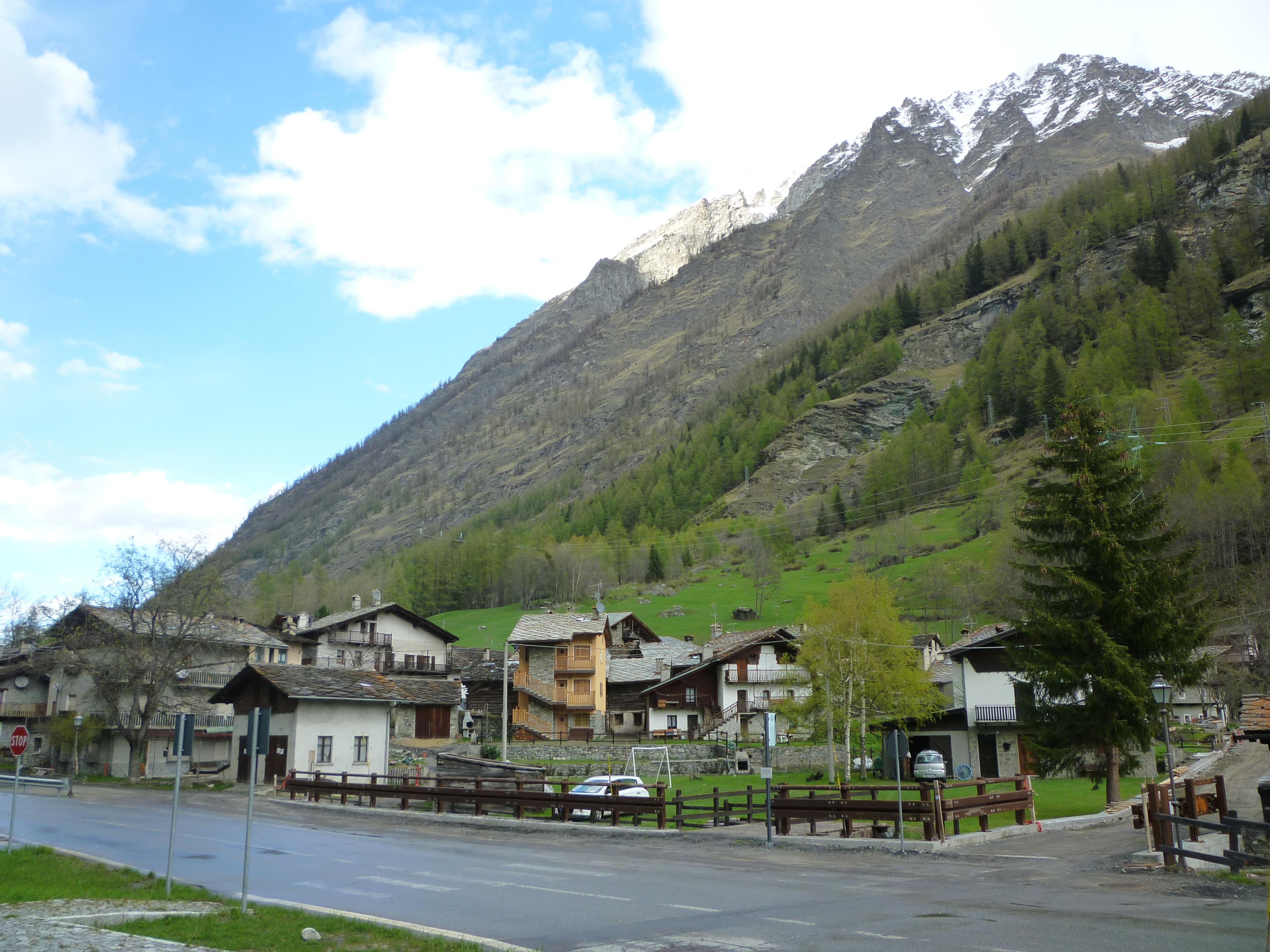
Il villaggio di Rovenaud che ha dato i natali a Émile Chanoux, è oggi sede del museo - centro di documentazione.

Il museo vede la luce grazie al progetto Interreg "La memoria delle Alpi - I sentieri della Libertà", progetto transfrontaliero che ha coinvolto la Francia, l'Italia e la Svizzera tra il 2002 e il 2008 per valorizzare l'arco alpino come grande "museo diffuso" nel cuore dell'Europa.
Il museo è stato inaugurato il 17 maggio 2009.
Ospitato nella ex scuola elementare di Rovenaud, in cui Chanoux aveva studiato, il centro di documentazione - museo è dedicato ai padri dell'autonomia valdostana, tra cui Émile Chanoux e Federico Chabod, alla Resistenza, alla teoria del federalismo e al progetto europeo.
La visita del museo, possibile su prenotazione, presenta un'antologia di scritti originali di Chanoux, nonché alcuni approfondimenti multimediali di Federico Chabod, Joseph Bréan e Severino Caveri.